# Offenbacher Fußball-Club Kickers 1901 1970-1971
Questa voce raccoglie le informazioni riguardanti l'Offenbacher Fußball-Club Kickers 1901 nelle competizioni ufficiali della stagione 1970-1971.

## Stagione
Nella stagione 1970-1971 il Kickers Offenbach, allenato da Kurt Schreiner, Rudi Gutendorf, Aki Schmidt e Kuno Klötzer, concluse il campionato di Bundesliga al 17º posto. In Coppa di Germania il Kickers Offenbach fu eliminato al primo turno dal Heilbronn. In Coppa delle coppe il Kickers Offenbach fu eliminato al primo turno dal Club Bruges.

## Rosa
| N. |                     | Ruolo | Calciatore       |
| -- | ------------------- | ----- | ---------------- |
|    | Germania (bandiera) | P     | Horst Bertram    |
|    | Germania (bandiera) | P     | Karlheinz Volz   |
|    | Germania (bandiera) | D     | Helmut Kremers   |
|    | Germania (bandiera) | D     | Hans Reich       |
|    | Germania (bandiera) | D     | Egon Schmitt     |
|    | Germania (bandiera) | D     | Niko Semlitsch   |
|    | Germania (bandiera) | D     | Gerd Simons      |
|    | Germania (bandiera) | D     | Lothar Skala     |
|    | Germania (bandiera) | D     | Erwin Spinnler   |
|    | Germania (bandiera) | D     | Josef Weilbächer |
|    | Germania (bandiera) | C     | Walter Bechtold  |
|    | Germania (bandiera) | C     | Helmut Nerlinger |

| N. |                     | Ruolo | Calciatore        |
| -- | ------------------- | ----- | ----------------- |
|    | Germania (bandiera) | C     | Hermann Nuber     |
|    | Germania (bandiera) | C     | Winfried Schäfer  |
|    | Germania (bandiera) | C     | Helmut Schmidt    |
|    | Germania (bandiera) | C     | Heinz Schönberger |
|    | Germania (bandiera) | C     | Roland Weida      |
|    | Germania (bandiera) | A     | Georg Beichle     |
|    | Germania (bandiera) | A     | Pille Gecks       |
|    | Germania (bandiera) | A     | Rudolf Koch       |
|    | Germania (bandiera) | A     | Gerhard Kraft     |
|    | Germania (bandiera) | A     | Erwin Kremers     |
|    | Germania (bandiera) | A     | Klaus Winkler     |

## Organigramma societario
Area tecnica
- Allenatore: Kuno Klötzer
- Allenatore in seconda:
- Preparatore dei portieri:
- Preparatori atletici:

## Calciomercato

### Sessione estiva
| Acquisti | Acquisti         | Acquisti                             | Acquisti |
| R.       | Nome             | da                                   | Modalità |
| -------- | ---------------- | ------------------------------------ | -------- |
| A        | Georg Beichle    | 1. FC Pforzheim                      |          |
| P        | Horst Bertram    | Preußen Münster                      |          |
| C        | Helmut Nerlinger | Bayern Monaco                        |          |
| C        | Winfried Schäfer | Borussia M'gladbach                  |          |
| C        | Helmut Schmidt   | Bayern Monaco                        |          |
| D        | Niko Semlitsch   | Template:Calcio Kickers Offenbach II |          |
| D        | Erwin Spinnler   | Borussia M'gladbach                  |          |

| Cessioni | Cessioni         | Cessioni         | Cessioni |
| R.       | Nome             | a                | Modalità |
| -------- | ---------------- | ---------------- | -------- |
| C        | Johann Kondert   | LASK             |          |
| D        | Alfred Resenberg | Hessen Kassel    |          |
| A        | Willi Rodekurth  | Bienne           |          |
| D        | Peter Rübenach   | Opel Rüsselsheim |          |

## Risultati

### Bundesliga

#### Girone di andata
| Arbitro: | Herden |

|                       |           |  |
| Bonhof 79’ Köppel 87’ | Marcatori |  |

| Arbitro: | Kindervater |

|                              |           |               |
| Kremers 23’ (rig.) Gecks 49’ | Marcatori | 80’ Bjørnmose |

| Arbitro: | Eschweiler |

|                                    |           |                              |
| Kurbjuhn 17’ Seeler 33’ Zaczyk 70’ | Marcatori | 37’ Gecks 62’ (rig.) Winkler |

| Arbitro: | Hillebrand |

|  |           |                     |
|  | Marcatori | 12’ Erler 44’ Grzyb |

| Arbitro: | Köhler |

|            |           |              |
| Weller 87’ | Marcatori | 63’ Bechtold |

| Arbitro: | Horstmann |

|                       |           |  |
| Winkler 26’ Kraft 36’ | Marcatori |  |

| Arbitro: | Lutz |

|                 |           |  |
| Kuster 26’, 59’ | Marcatori |  |

| Arbitro: | Bonacker |

|                                          |           |                                      |
| Kremers 23’ (rig.) Weida 55’ Winkler 63’ | Marcatori | 35’, 68’ (rig.) Weiß 88’ (rig.) Haug |

| Arbitro: | Hilker |

|                         |           |  |
| Vogt 25’, 28’, 66’, 79’ | Marcatori |  |

| Arbitro: | Ott |

|                    |           |  |
| Kremers 84’ (rig.) | Marcatori |  |

| Monaco di Baviera 10 ottobre 1970, ore 15:30 CET 11ª giornata | Bayern Monaco | 0 – 0 referto | Kickers Offenbach | Stadion an der Grünwalder Straße (22 000 spett.)\| Arbitro: \| Aldinger \| |
| Arbitro:                                                      | Aldinger      |               |                   |                                                                            |

| Arbitro: | Redelfs |

|                                   |           |  |
| Winkler 34’ Kremers 54’ Gecks 79’ | Marcatori |  |

| Arbitro: | Linn |

|                         |           |                              |
| Kobluhn 16’, 47’ (rig.) | Marcatori | 45’ (rig.) Winkler 78’ Gecks |

| Arbitro: | Biwersi |

|                 |           |                         |
| Jung 11’ (aut.) | Marcatori | 19’ Mors 71’ Hohnhausen |

| Arbitro: | Fuchs |

|  |           |              |
|  | Marcatori | 62’ Wittkamp |

| Arbitro: | Hennig |

|                                     |           |  |
| Papies 26’ Nickel 80’ Grabowski 86’ | Marcatori |  |

| Arbitro: | Horstmann |

|                                        |           |          |
| Kremers 20’, 57’ Gecks 47’ Winkler 85’ | Marcatori | 80’ Löhr |

#### Girone di ritorno
| Arbitro: | Regely |

|             |           |                                    |
| Winkler 73’ | Marcatori | 13’ (aut.) Reich 49’, 70’ Heynckes |

| Arbitro: | Gabor |

|                                  |           |             |
| Görts 15’ Hasebrink 45’ Kamp 88’ | Marcatori | 7’ Bechtold |

| Arbitro: | Köhler |

|                                  |           |                          |
| Gecks 47’ Weida 79’ Bechtold 85’ | Marcatori | 1’, 54’ Hönig 52’ Seeler |

| Arbitro: | Hamer |

|                              |           |  |
| Ulsaß 4’ Deppe 68’ Erler 90’ | Marcatori |  |

| Arbitro: | Siepe |

|                     |           |                                                                          |
| Bechtold 77’ (rig.) | Marcatori | 45’ (rig.) Siemensmeyer 48’ Berg 68’ (rig.) Hellingrath 73’, 90’ Reimann |

| Arbitro: | Picker |

|                       |           |                           |
| Lehmann 19’ Dietz 63’ | Marcatori | 13’ Kremers 58’ Nerlinger |

| Arbitro: | Herden |

|                                                              |           |  |
| Nerlinger 25’, 60’ Kremers 54’ Bechtold 68’ (rig.) Weida 86’ | Marcatori |  |

| Arbitro: | Basedow |

|              |           |  |
| Weidmann 22’ | Marcatori |  |

| Arbitro: | Eschweiler |

|                         |           |                         |
| Winkler 14’ Kremers 60’ | Marcatori | 43’ Ackermann 77’ Hošić |

| Arbitro: | Kindervater |

|                                     |           |           |
| Varga 13’ Gayer 26’ Horr 35’ (rig.) | Marcatori | 24’ Gecks |

| Arbitro: | Aldinger |

|                     |           |            |
| Bechtold 63’ (rig.) | Marcatori | 77’ Müller |

| Arbitro: | Herden |

|            |           |           |
| Schütz 17’ | Marcatori | 40’ Weida |

| Arbitro: | Ohmsen |

|                                      |           |                  |
| Bechtold 16’ (rig.) Kremers 67’, 82’ | Marcatori | 32’, 72’ Kobluhn |

| Arbitro: | Regely |

|                             |           |                                           |
| Lippens 66’ Stauvermann 88’ | Marcatori | 33’ Gecks 59’ (rig.) Bechtold 70’ Kremers |

| Arbitro: | Redelfs |

|                |           |                       |
| Beverungen 75’ | Marcatori | 20’ Kraft 43’ Kremers |

| Arbitro: | Tschenscher |

|  |           |                           |
|  | Marcatori | 17’ Nickel 63’ Hölzenbein |

| Arbitro: | Biwersi |

|                                           |           |                      |
| Overath 28’ Löhr 58’ Thielen 79’ Rupp 81’ | Marcatori | 3’ Kraft 38’ Kremers |

### Coppa di Germania
| Arbitro: | Dittmer |

|                         |           |  |
| Griesbeck 51’ Mayer 89’ | Marcatori |  |

### Coppa delle Coppe
| Arbitro: | Lööw |

|                         |           |             |
| Kremers 48’ (rig.), 67’ | Marcatori | 33’ Lambert |

| Arbitro: | Leite |

|                              |           |  |
| Marmenout 30’ Hinderyckx 90’ | Marcatori |  |

## Statistiche

### Statistiche di squadra
| Competizione      | Punti | In casa | In casa | In casa | In casa | In casa | In casa | In trasferta | In trasferta | In trasferta | In trasferta | In trasferta | In trasferta | Totale | Totale | Totale | Totale | Totale | Totale | DR  |
| Competizione      | Punti | G       | V       | N       | P       | Gf      | Gs      | G            | V            | N            | P            | Gf           | Gs           | G      | V      | N      | P      | Gf     | Gs     | DR  |
| ----------------- | ----- | ------- | ------- | ------- | ------- | ------- | ------- | ------------ | ------------ | ------------ | ------------ | ------------ | ------------ | ------ | ------ | ------ | ------ | ------ | ------ | --- |
| Bundesliga        | 27    | 17      | 7       | 4       | 6       | 32      | 28      | 17           | 2            | 5            | 10           | 17           | 37           | 34     | 9      | 9      | 16     | 49     | 65     | -16 |
| Coppa di Germania | -     | 0       | 0       | 0       | 0       | 0       | 0       | 1            | 0            | 0            | 1            | 0            | 2            | 1      | 0      | 0      | 1      | 0      | 2      | -2  |
| Coppa delle coppe | -     | 1       | 1       | 0       | 0       | 2       | 1       | 1            | 0            | 0            | 1            | 0            | 2            | 2      | 1      | 0      | 1      | 2      | 3      | -1  |
| Totale            | 27    | 18      | 8       | 4       | 6       | 34      | 29      | 19           | 2            | 5            | 12           | 17           | 41           | 37     | 10     | 9      | 18     | 51     | 70     | -19 |

### Andamento in campionato
| Giornata  | 1  | 2  | 3  | 4  | 5  | 6  | 7  | 8  | 9  | 10 | 11 | 12 | 13 | 14 | 15 | 16 | 17 | 18 | 19 | 20 | 21 | 22 | 23 | 24 | 25 | 26 | 27 | 28 | 29 | 30 | 31 | 32 | 33 | 34 |
| --------- | -- | -- | -- | -- | -- | -- | -- | -- | -- | -- | -- | -- | -- | -- | -- | -- | -- | -- | -- | -- | -- | -- | -- | -- | -- | -- | -- | -- | -- | -- | -- | -- | -- | -- |
| Luogo     | T  | C  | T  | C  | T  | C  | T  | C  | T  | C  | T  | C  | T  | C  | C  | T  | C  | C  | T  | C  | T  | C  | T  | C  | T  | C  | T  | C  | T  | C  | T  | T  | C  | T  |
| Risultato | P  | V  | P  | P  | N  | V  | P  | N  | P  | V  | N  | V  | N  | P  | P  | P  | V  | P  | P  | N  | P  | P  | N  | V  | P  | N  | P  | N  | N  | V  | V  | V  | P  | P  |
| Posizione | 16 | 12 | 13 | 14 | 14 | 13 | 15 | 14 | 17 | 16 | 15 | 10 | 11 | 12 | 13 | 14 | 13 | 15 | 15 | 15 | 16 | 17 | 17 | 15 | 16 | 15 | 17 | 16 | 17 | 15 | 14 | 14 | 15 | 17 |

Legenda:

Luogo: C = Casa; T = Trasferta. Risultato: V = Vittoria; N = Pareggio; P = Sconfitta.

### Statistiche dei giocatori
| Giocatore      | Bundesliga | Bundesliga | Bundesliga  | Bundesliga | Coppa di Germania | Coppa di Germania | Coppa di Germania | Coppa di Germania | Coppa delle coppe | Coppa delle coppe | Coppa delle coppe | Coppa delle coppe | Totale   | Totale | Totale      | Totale     |
| Giocatore      | Presenze   | Reti       | Ammonizioni | Espulsioni | Presenze          | Reti              | Ammonizioni       | Espulsioni        | Presenze          | Reti              | Ammonizioni       | Espulsioni        | Presenze | Reti   | Ammonizioni | Espulsioni |
| -------------- | ---------- | ---------- | ----------- | ---------- | ----------------- | ----------------- | ----------------- | ----------------- | ----------------- | ----------------- | ----------------- | ----------------- | -------- | ------ | ----------- | ---------- |
| W. Bechtold    | 28         | 8          | 0           | 0          | 0                 | 0                 | 0                 | 0                 | 2                 | 0                 | 0                 | 0                 | 30       | 8      | 0           | 0          |
| G. Beichle     | 2          | 0          | 0           | 0          | 1                 | 0                 | 0                 | 0                 | 0                 | 0                 | 0                 | 0                 | 3        | 0      | 0           | 0          |
| H. Bertram     | 2          | 0          | 0           | 0          | 0                 | 0                 | 0                 | 0                 | 0                 | 0                 | 0                 | 0                 | 2        | 0      | 0           | 0          |
| P. Gecks       | 33         | 8          | 0           | 0          | 1                 | 0                 | 0                 | 0                 | 2                 | 0                 | 0                 | 0                 | 36       | 8      | 0           | 0          |
| R. Koch        | 2          | 0          | 0           | 0          | 0                 | 0                 | 0                 | 0                 | 0                 | 0                 | 0                 | 0                 | 2        | 0      | 0           | 0          |
| G. Kraft       | 13         | 3          | 0           | 0          | 1                 | 0                 | 0                 | 0                 | 1                 | 0                 | 0                 | 0                 | 15       | 3      | 0           | 0          |
| E. Kremers     | 25         | 10         | 0           | 0          | 1                 | 0                 | 0                 | 0                 | 0                 | 0                 | 0                 | 0                 | 26       | 10     | 0           | 0          |
| H. Kremers     | 33         | 4          | 0           | 0          | 0                 | 0                 | 0                 | 0                 | 2                 | 2                 | 0                 | 0                 | 35       | 6      | 0           | 0          |
| H. Nerlinger   | 16         | 3          | 0           | 0          | 0                 | 0                 | 0                 | 0                 | 1                 | 0                 | 0                 | 0                 | 17       | 3      | 0           | 0          |
| H. Nuber       | 2          | 0          | 0           | 0          | 0                 | 0                 | 0                 | 0                 | 0                 | 0                 | 0                 | 0                 | 2        | 0      | 0           | 0          |
| H. Reich       | 21         | 0          | 0           | 0          | 1                 | 0                 | 0                 | 0                 | 2                 | 0                 | 0                 | 0                 | 24       | 0      | 0           | 0          |
| H. Schmidt     | 17         | 0          | 0           | 0          | 0                 | 0                 | 0                 | 0                 | 1                 | 0                 | 0                 | 0                 | 18       | 0      | 0           | 0          |
| E. Schmitt     | 33         | 0          | 0           | 0          | 1                 | 0                 | 0                 | 0                 | 2                 | 0                 | 0                 | 0                 | 36       | 0      | 0           | 0          |
| W. Schäfer     | 26         | 0          | 0           | 0          | 1                 | 0                 | 0                 | 0                 | 2                 | 0                 | 0                 | 0                 | 29       | 0      | 0           | 0          |
| H. Schönberger | 15         | 0          | 0           | 0          | 1                 | 0                 | 0                 | 0                 | 1                 | 0                 | 0                 | 0                 | 17       | 0      | 0           | 0          |
| N. Semlitsch   | 25         | 0          | 0           | 0          | 1                 | 0                 | 0                 | 0                 | 1                 | 0                 | 0                 | 0                 | 27       | 0      | 0           | 0          |
| G. Simons      | 0          | 0          | 0           | 0          | 0                 | 0                 | 0                 | 0                 | 0                 | 0                 | 0                 | 0                 | 0        | 0      | 0           | 0          |
| L. Skala       | 7          | 0          | 0           | 0          | 0                 | 0                 | 0                 | 0                 | 0                 | 0                 | 0                 | 0                 | 7        | 0      | 0           | 0          |
| E. Spinnler    | 12         | 0          | 0           | 0          | 1                 | 0                 | 0                 | 0                 | 0                 | 0                 | 0                 | 0                 | 13       | 0      | 0           | 0          |
| K. Volz        | 32         | 0          | 0           | 0          | 1                 | 0                 | 0                 | 0                 | 2                 | 0                 | 0                 | 0                 | 35       | 0      | 0           | 0          |
| R. Weida       | 33         | 4          | 0           | 0          | 1                 | 0                 | 0                 | 0                 | 2                 | 0                 | 0                 | 0                 | 36       | 4      | 0           | 0          |
| J. Weilbächer  | 24         | 0          | 0           | 0          | 0                 | 0                 | 0                 | 0                 | 2                 | 0                 | 0                 | 0                 | 26       | 0      | 0           | 0          |
| K. Winkler     | 27         | 8          | 0           | 0          | 1                 | 0                 | 0                 | 0                 | 2                 | 0                 | 0                 | 0                 | 30       | 8      | 0           | 0          |